# Derrumbe del puente peatonal de la Universidad Internacional de Florida
El 15 de marzo de 2018, una sección de 174 pies (53,04 m) de longitud recién instalada del Puente de la Universidad de FIU-Sweetwater se derrumbó sobre el Tamiami Trail (Ruta 41 de los Estados Unidos).
El puente peatonal estaba ubicado frente al campus de la Universidad Internacional de Florida (FIU) en University Park, una zona residencial al oeste de Miami, Florida, Estados Unidos, y estaba en el proceso de ajuste del cable de post-tensado cuando de repente falló. El paso de vehículos debajo de él había sido abierto. Varios vehículos fueron aplastados por el puente, y se han reportado seis muertes y nueve lesiones.
Antes del derrumbe, Leonor Flores, graduada de FIU y ejecutiva de proyectos de la firma de construcción, comentó: “es muy importante para mí como mujer e ingeniero promover ésto a mi hija, porque creo que las mujeres tienen una perspectiva diferente.  Las mujeres podemos poner un toque artístico y construir, también.”  Después del derrumbe, FIU renegó de Flores.

## Colapso
Días antes del colapso se hizo el levantamiento del tramo principal, el ingeniero principal del proyecto descubrió grietas en el extremo norte del tramo (el final que más tarde se rompió). Informó esto por correo de voz a un empleado del Departamento de Transporte de Florida (FDOT). Pensó que esto no era un problema de seguridad inmediato, simplemente algo que necesitaría ser reparado más tarde. El destinatario de FDOT estuvo ausente durante días y no escuchó este mensaje hasta el día posterior al colapso.
A las 9 a. m. del jueves 15 de marzo, un empleado de la universidad escuchó un fuerte sonido de "latigazo" mientras se encontraba bajo el puente, esperando un semáforo en rojo. Al mismo tiempo, el equipo de diseño y construcción se reunió durante aproximadamente dos horas en el sitio de construcción para analizar las grietas descubiertas el martes. Representantes de FIU y FDOT estuvieron presentes. Las conclusiones del ingeniero jefe de FIGG fueron que la integridad estructural del puente no se vio comprometida y que no hubo problemas de seguridad causados por la presencia de la grieta.
El alcalde del condado de Miami-Dade, Carlos A. Giménez, dijo que los trabajadores realizaron una prueba de estrés el jueves por la mañana. El senador de los Estados Unidos y el profesor adjunto de FIU, Marco Rubio, tuitearon que los ingenieros apretaban los cables sueltos el jueves:Los trabajadores estaban agregando tensión a las varillas de acero dentro de un elemento diagonal de concreto (tendón) en el extremo norte. El Consejo Nacional de Seguridad del Transporte, que está investigando el colapso, declaró que las cuadrillas aplicaban "fuerza de postensado" en el puente antes del colapso.
Aproximadamente a la 1:30 p. m., el extremo norte de la envergadura del puente instalado se hundió profundamente, luego se fracturó en las primeras diagonales, se dobló e inmediatamente cayó el tramo completo hacia la carretera de abajo. Un video de vigilancia muestra que la secuencia de colapso tomó solo unos pocos cuadros de video. Un testigo ocular informó que en el momento antes del colapso, una caja azul se desprendió de un gancho de la grúa y cayó sobre el techo del puente, muy cerca del techo y el techo, y se rompió inmediatamente. El video muestra a varios trabajadores en el techo en ese mismo lugar. La caja azul era una bomba hidráulica para la toma de tensión posterior, y lo más probable es que no se cayera sino que fluyera en el aire por un cable o correa durante la falla de la cuerda superior.   La grúa se usó para maniobrar el gato y la bomba. Otro segundo video con una visión más clara de un vehículo que se acerca en la calzada fue publicado más tarde. El lapso que colapsó pesaba 950 toneladas cortas (861 toneladas).
En el momento del colapso, la carretera estaba abierta y había varios autos detenidos en un semáforo bajo el tramo.Se informó que ocho autos fueron aplastados. Se han reportado seis muertes, con nueve heridos y se espera que el número de muertos aumente. Un trabajador de la construcción murió y otros dos fueron hospitalizados; un estudiante de UIF también se presume muerto tras de sufrir heridas.